# Miatlewskaja
Miatlewskaja (ros. Мятлевская) – stacja kolejowa w miejscowości Miatlewo, w rejonie iznoskim, w obwodzie kałuskim, w Rosji. Położona jest na linii Wiaźma – Kaługa.

## Historia
Stacja powstała w czasach carskich na linii kolei riażsko-wiaziemskiej pomiędzy stacjami Gowardowo i Iznoski.